# Rune Skyum-Nielsen
Rune Skyum-Nielsen (født 12. maj 1978) er en dansk journalist og forfatter. Han er opvokset i København, søn af sprogprofessor Peder Skyum-Nielsen, nevø til litterat Erik Skyum-Nielsen.
Uddannet fra Syddansk Universitet i 2002. Samme år vandt han sine første journalistiske priser.
I perioden fra 2002 til 2008 ansat på dagbladene Dagen, Dagbladet Information, Jyllands-Posten og Nyhedsavisen. Fra 2008 freelancejournalist for bl.a. Ud & Se og Euroman med speciale i det lange magasinportræt med bl.a. Kronprins Frederik, Lars Ulrich, Torben Ulrich, Kronprinsesse Mary, erhvervsfolkene Lars Larsen og Tommy Ahlers samt musikere som Keith Richards, Rasmus Seebach, Kim Larsen, Medina og Daft Punk.
I en alder af 27 år bogdebuterede Skyum-Nielsen med 'Nr. 1 – dansk hiphopkultur siden 1983'. Han er bedst kendt for 'Jakob var her', der var en rekonstruktion af forfatter Jakob Ejersbos liv. Der er tillige oprettet en hjemmeside om bogen.
Skyum-Nielsen har ved flere lejligheder modtaget arbejdslegater fra Statens Kunstfond, senest i 2019.
I 2015 blev han krediteret som idémanden bag dokumentarfilmen 'Ejersbo'.
Hans biografi ‘Begge sider’ om fodboldspilleren Nicklas Bendtner udkom i november 2019 til massiv medieomtale. Flere anmeldere roste bogen for dens høje underholdningsværdi  og ‘Begge sider’ blev flere steder omtalt som “et fænomen”, fordi den solgte usædvanligt godt og hurtigt i den efterfølgende julemåned .